# Élutriation
L'élutriation est une technique d'analyse granulométrique et de séparation de particules en différentes classes en fonction de leur taille, leur forme et leur densité, en utilisant un fluide (un gaz ou un liquide). Cette technique met à profit la loi de Stokes. On parle aussi d’élutriation quand le même processus se produit dans la nature. Le terme de lévigation désigne en particulier ce même procédé de séparation lorsqu'un liquide est employé.
Le procédé consiste à envoyer dans une colonne un fluide à une vitesse connue : les particules restent en suspension quand la vitesse du fluide est égale à la vitesse terminale des particules.
La norme allemande DIN 66118 décrit les principes de l'analyse granulométrique par élutriation. La norme DIN 66119 décrit cette technique avec un séparateur contre-courant par gravité et la DIN 66120 avec un séparateur à force centrifuge. 
La technique est également utilisée en biologie pour synchroniser des cellules animales dans le cycle cellulaire.